# 1990年7月22日の日食

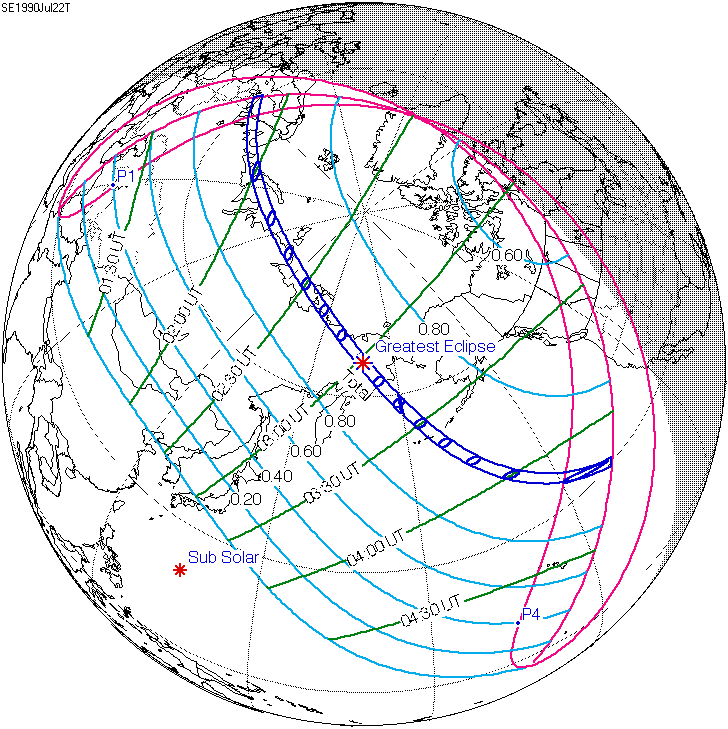

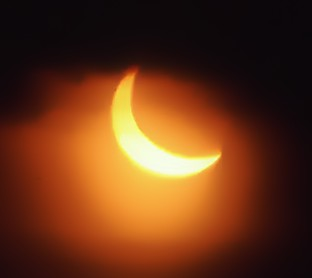
フィンランドの部分日食

1990年7月22日の日食は、1990年7月22日に観測された日食である。フィンランド、ソ連、アメリカ合衆国のアラスカ州で皆既日食が観測され、ヨーロッパ北東部、アジアの北半分、北アメリカ北西部及び以上の地域の周辺の一部で部分日食が観測された。

## 通過した地域
皆既帯が通過した、皆既日食が見えた地域はフィンランド南部（首都ヘルシンキを含む）、ソ連北部（現在のエストニアの首都タリンを含むハリュ県北部のごく小さい部分とロシアの北極海沿岸（現地時間7月22日）、アメリカ合衆国アラスカ州のアンドリアノフ諸島東部とアムクタ島（現地時間7月21日）だった。
また、皆既日食が見えなくても、部分日食が見えた地域はノルウェーのほとんど（南部を除く）、スウェーデンのほとんど（南部を除く）、フィンランド全国、ポーランド北東端、ソ連のほとんど（南西部を除く）、西アジア北東部、南アジア北西部、中国北部、モンゴル全国、朝鮮半島中北部、日本中北部、アメリカのアラスカ州全部、カナダ中西部、アメリカ本土北西部、デンマーク領グリーンランド中北部、ミクロネシア北東部、ポリネシア北部。そのうちヨーロッパとアジアではだいたい7月22日に日食がみえ、北アメリカではだいたい7月21日に見え、白夜のあるグリーンランドなどでは深夜0時をまたいで7月21日から7月22日まで見えた。

## 観測
フィンランド測地研究所は首都ヘルシンキで絶対重力計で52時間連続で一連の測定をし、皆既日食中重力の変化を研究し、結局異常な数値は検出されなかった。現在のロシア科学アカデミーの前身であるソ連科学アカデミーの観測隊はアルハンゲリスク州に属する白海に浮かぶソロヴェツキー諸島で観測した。違う露出値でコロナを撮影し、日食のビデオを撮る予定だったが、日食当日の日の出の時雲が厚く、午前は霧雨が続き、観測は成功しなかった。